# Памятник Петру I (Архангельск)
Па́мятник Петру́ I  — памятник российскому императору Петру I Великому, установленный в Архангельске в 1914 году. Является памятником монументального искусства федеральной категории охраны. Самая знаменитая (благодаря Центральному банку Российской Федерации) уменьшенная копия памятника М. М. Антокольского.
Памятники, выполненные по той же модели Антокольского расположены в Петергофе (1884), в Таганроге (1903), в Петербурге возле Сампсониевского собора (1909), в Петербурге на Кирочной улице (1910), в Шлиссельбурге (1957). Гипсовая статуя Петра I (1900) хранится в Русском музее, бронзовая скульптура Петра также хранится в Третьяковской галерее. Оригинальная гипсовая скульптура, созданная Марком Антокольским в 1872 году в Риме и послужившая прообразом упомянутым памятникам, хранится в Научно-исследовательском музее Российской Академии художеств в Санкт-Петербурге.

## Описание
Марк Антокольский изобразил Петра Великого в момент Полтавской битвы в мундире офицера Преображенского полка. Правой рукой Петр опирается на трость, в левой сжимает подзорную трубу.
На трёх гранях постамента выбиты годы посещения Петром I Архангельска (1693, 1694, 1702). Дата на лицевой стороне (1911) означает год проведения конкурса на проект постамента памятнику.
Высота бронзовой статуи — 2,5 метра, общая высота монумента — 7,5 метров.

## История памятника
Оригинальная статуя Петра в натуральную величину была изготовлена скульптором в Италии. Памятник установлен и официально открыт в 1914 году в Петровском парке Архангельска. Памятник сооружён по инициативе архангельского губернатора Ивана Васильевича Сосновского, в мае 1909 года он писал городскому голове Якову Лейцингеру:

В настоящее время представляется редкий случай приобрести для г. Архангельска за ничтожную сравнительно цену превосходную бронзовую статую Императора Петра I в натуральную величину по модели знаменитого (ныне покойного) скульптора Антокольского, находящуюся в Нижнем Петергофском парке у Монплезира.
Две такие статуи отливаются сейчас в Парижской мастерской Антокольского по случаю юбилея Полтавской победы: для лейб-гвардии Преображенского полка и, по заказу графа Шереметева, для площадки перед Сампсониевским храмом в С.-Петербурге.
Узнав случайно об этом, я обратился в Париж к племяннику покойного скульптора г. Антокольскому, заведующему его мастерской и всеми делами, с запросом, не согласится ли он заодно принять заказ на третий экземпляр бронзовой статуи Петра Великого для города Архангельска и на каких условиях.

На днях мною получен от г. Антокольского ответ, что означенная статуя могла бы быть изготовлена и доставлена в С.-Петербург в трехмесячный срок за 5000 рублей.
Скульптура была отлита по модели М. М. Антокольского племянником покойного скульптора в Париже в 1909 году. Постамент из серого гранита (архитектор — младший гражданский инженер Архангельска Сергей А. Пец) изготовили монахи Никольского скита Соловецкого монастыря в каменоломнях Кондострова в Онежской губе Белого моря. В 1912 году статуя доставлена из Парижа в Архангельск. 27 июня 1914 года состоялось его торжественное открытие.

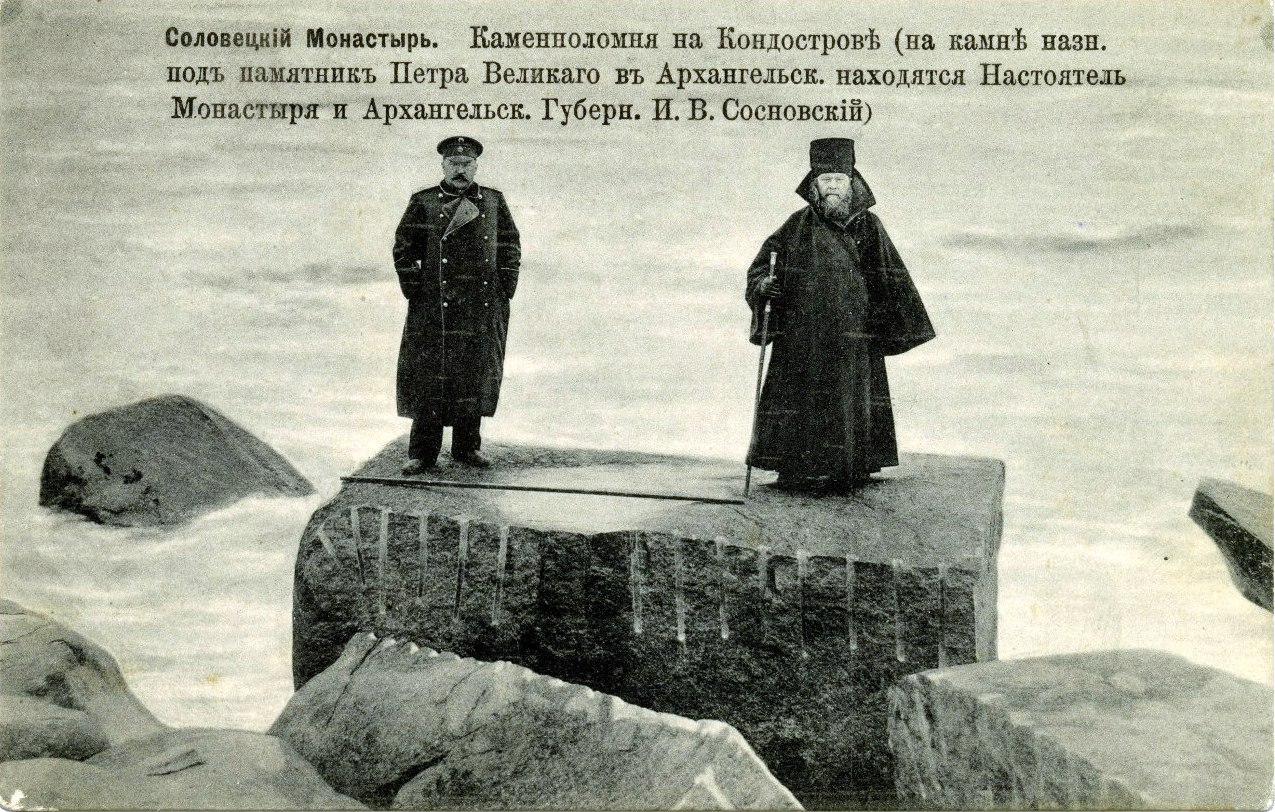
Соловецкий монастырь. Каменоломня на Кондострове. На камне, назначенном под памятник Петра Великого в Архангельске, находятся Настоятель Монастыря (архимандрит Иоанникий (Юсов)) и Архангельский Губернатор И.В.Сосновский.
Открытка из собрания Церковно-археологического кабинета Московской духовной академии.

В 1920 году статуя была сброшена с постамента как «металлическое изображение гидры капитализма — царя», а на её месте сооружён обелиск жертвам интервенции. До 1933 года статуя лежала на берегу, после чего была перемещена в фонды краеведческого музея. В 1948 году памятник воссоздан на нынешнем месте — набережной Северной Двины — историческом месте основания Архангельска.
17 марта 1997 года Банком России была выпущена купюра 500 000 рублей с изображением памятника (художник Игорь Крылков), 1 января 1998 года она была деноминирована до 500 рублей, в 2001 и 2004 году были выпущены модификации купюры.

## Галерея
|                                                              |                                                |                              |                          |          |
| Сергей Пец, проект постамента памятника Петру Великому, 1909 | Торжественное открытие памятника, 27 июня 1914 | Опрокинутая статуя, 1920 год | Банкнота РФ в 500 рублей | 2010 год |